# Велика Юронга
Велика Юронга (рос. Большая Юронга) — присілок в Воскресенському районі Нижньогородської області Російської Федерації.
Населення становить 89 осіб. Входить до складу муніципального утворення Воздвиженська сільрада.

## Історія
Від 2009 року входить до складу муніципального утворення Воздвиженська сільрада.

## Населення
| 1999 | 2002 | 2010 |
| ---- | ---- | ---- |
| 49   | ↗104 | ↘89  |